# 相对漏电起痕指数
相对漏电起痕指数（英語：Comparative Tracking Index，缩写为 CTI ），是用来度量绝缘材料的电击穿（电痕破坏）性能的指数。
漏电起痕发生在绝缘材料表面，由于介質损耗的存在，固体电介质在电场中会逐渐发热升温，温度的升高又会导致固体电介质电阻的下降，使电流进一步增大，损耗发热也随之增大。在电介质不断发热升温的同时，存在一个通过电极及其他介质向外不断散热的过程。如果同一时间内发热超过散热，则介质温度会不断上升，以致引起电介质分解碳化，而碳化的材料导电性比原先的绝缘材料更好，放电电流进一步增大，产生更多热量使碳化部分扩大，最终延伸至电极导致短路。

## 测试
过大的电压差会缓慢地在材料表面形成导电性强的碳化通路。IEC 60112标准明确了其测试方法。
将50滴0.1%浓度的氯化铵溶液滴在3 mm材料上并测量施加在材料两端的最大电压差作为材料的性能参数。耐漏电起痕指数（PTI）是指对五个测试样品做上述测试，所有样品均通过测试不产生漏电起痕的最大电压。
性能等级类别（英語：Performance Level Categories），缩写为 PLC，被用于对材料进行分类，避免了对精度和偏差的过度要求。
相对漏电起痕指数被用于电气设备的电气安全评估，包括保险商实验室在内的世界各大实验室均依此对设备进行评估。设备的带电导体间，尤其是高压部件或者可被人体触碰的导体间，绝缘材料所要求的最小爬电比距与绝缘体的CTI值有关。同时，在电路板的内层导体间根据CTI保持相应距离有助于降低起火风险。
爬电比距要求取决于材料的CTI值。材料分组为IIIb的材料，其CTI值未知。玻璃、陶瓷等表面不会击穿的无机材料并没有CTI值的要求。
材料的CTI值与其绝缘性能成正相关。而关于间隙距离，高CTI值意味着要求的爬电距离更低，两个导体间的距离会更近。
| 漏电起痕指数 (V) | 性能等级类别(PLC) |
| ---------------- | ----------------- |
| 大于或等于600    | 0                 |
| 400至599之间     | 1                 |
| 250至399之间     | 2                 |
| 175至249之间     | 3                 |
| 100至174之间     | 4                 |
| 小于100          | 5                 |

设计医疗产品时对CTI的值的分组方式略微不同。根据国际电工委员会发布的IEC 60601-1:2005标准，材料分组如下表所示:
| 相对漏电起痕指数(CTI) | 材料分组 |
| --------------------- | -------- |
| 600 ≤ CTI             | I        |
| 400 ≤ CTI < 600       | II       |
| 175 ≤ CTI < 400       | IIIa     |
| 100 ≤ CTI < 175       | IIIb     |